# ADN-polymérase êta

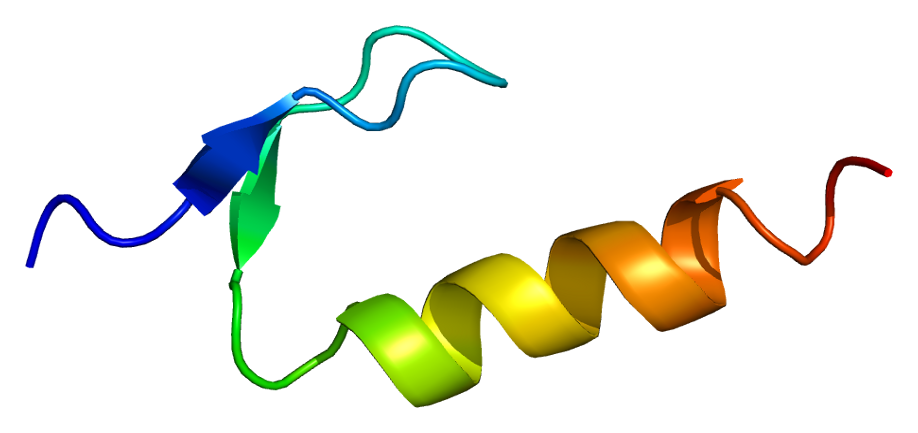
Structure d'une pol η humaine.

L'ADN-polymérase η, ou pol η, est une ADN-polymérase présente chez les eucaryotes et qui intervient dans la réparation de l'ADN. Cette enzyme est particulièrement importante pour assurer la synthèse translésionnelle de l'ADN à la suite d'une exposition aux rayons ultraviolets. La déficience en pol η est responsable d'une maladie génétique rare, le xeroderma pigmentosum. 
On a pu montrer que la pol η interagit avec le PCNA.